# فرانك ريبيري
فرانك هنري بيير ريبيري (بالفرنسية: Franck Ribéry)؛ (مواليد 7 أبريل 1983)، هو لاعب كرة قدم فرنسي سابق كان يلعب في مركز الجناح الأيسر.
 يتميز ريبيري بكونه لاعب مهاري وسريع قادر علي الاختراق وصانع ألعاب متميز في تمريراته كما يتميز بمهارة مراوغة المنافس والتحكم العالي بالكرة، لفت الانظار بشدة عام 2006 واعتُبِر وريث أسطورة الكرة الفرنسية زين الدين زيدان والذي قال عنه «جوهرة الكرة الفرنسية».

## مولده ونشأته
تعرض ريبيري في صغره إلى حادث سيارة نتج عنه إصابته بندبه طولية بوجهه، الا انه رفض القيام باي عمليات تجميلية قائلا «اعتَبرها سبب تألقي في عالم كرة القدم». حيث أصبحت هذه العلامات المميزة هي القوة التي تدفعه للتألق وتحقيق آماله للتغلب على سخرية الآخرين من التشوهات.

## حياته الشخصية
زوجة ريبيري، وهيبة، هي فرنسية من أصل جزائري ولديهما 3 بنات هن حزية وشاهينيز وكلثوم شريفة وولدان هما سيف الإسلام ومحمد. اعتنق ريبيري الإسلام، واتخذ اسم بلال يوسف محمد.
أشقاء ريبيري الأصغر، فرانسوا وستيفن، هم أيضًا من لاعبي كرة القدم. لعب فرانسوا للعديد من أندية الهواة في فرنسا، من بينها نادي بايون. لعب ستيفن لفريق بايرن الاحتياطي لمدة عامين.
يتحدث ريبيري الفرنسية والألمانية.

## مسيرته الكروية

### بدايته المبكرة
بدأت مسيرته الكروية عام 1989 كلاعب ناشيء في النادي المحلي لبلدته بولونيا.

### غلطة سراي
في غلطة سراي، تم جلب ريبيري من قبل المدرب غورغي هاجي ولعب في 14 مباراة في الدوري حيث أنهى النادي الدوري في المركز الثالث. أثناء لعبه مع النادي التركي، أطلق عليه أنصار غلطة سراي لقب "Ferraribery"، في إشارة إلى سرعته المذهلة مع الكرة وكذلك "Scarface" بسبب وجود ندبة كبيرة تقع على الجانب الأيمن من وجهه.
في كأس تركيا، لعب ريبيري دوراً أساسياً في فوز فريقه بنتيجة 5–1 على منافسه فنربخشة في المباراة النهائية للبطولة. وسجل الهدف الأول في الدقيقة 16 وصنع أيضا هدف آخر. وتم استبدال ريبيري في وقت لاحق عند الدقيقة 52 عنما كان غلطة سراي متقدم بنتيجة 3–1.

### مارسيليا
في 15 يونيو 2005، أعلن ريبيري أنه سيعود إلى فرنسا لينضم إلى نادي دوري الدرجة الأولى الفرنسي مارسيليا بعقد لمدة خمس سنوات، بالإضافة إلى عودته لمدربه السابق جين فيرنانديز. واعتبرت هذه الخطوة مفاجأة لغلطة سراي حيث أن ريبيري كان قد بقي في عقده ثلاث سنوات حيث دفع ميتز 2 مليون يورو ليجعل إعارته دائمة في 30 مارس.

### بايرن ميونخ
في 7 يونيو 2007، أعلن نادي بايرن ميونيخ الألماني أنه قد توصل لاتفاق مع مارسيليا لانتقال ريبيري إلى الفريق الألماني، حيث وافق اللاعب على عقد لمدة أربع سنوات ودفع بايرن لمارسيليا رقما قياسيا في ذلك الوقت وهو 25 مليون يورو. تم أُعطي ريبيري القميص رقم 7، والذي لم يكن يحمله أحد بعد اعتزال لاعب الوسط محمد شول في نهاية الموسم السابق.
وفي عام 2013 حقق ريبيري إنجاز تاريخي مع بايرن ميونخ وهو تحقيق الفريق للثلاثية التاريخية (دوري أبطال أوروبا، الدوري الألماني، كأس ألمانيا).

## مسيرته الدولية
لعب ريبيري أول مباراة له مع منتخب فرنسا الأول في المباراة التي فاز فيها الديوك على المكسيك 1–0 في 27 مايو 2006. ودخل كبديل عن المهاجم دافيد تريزيغيه في الدقيقة 74. قدم مباريات جيدة في التصفيات المؤهلة لكأس العالم 2006 مما جعل أدى لضمه في التشكيلة التي لعبت المونديال.

### كأس العالم 2006
اشترط زيدان أن يشارك ريبيرى في نهائيات كأس العالم بألمانيا 2006 بعد إصرار المدرب ريمون دومينيك على استبعاد جولي وبيريز وأنيلكا. وفي 27 يونيو، سجل هدف التعادل لفرنسا في المباراة التي أنتهت بفوز الديوك 3–1 في دور الـ16 من البطولة على إسبانيا، بعد أن راوغ الحارس إيكر كاسياس. لعب في نهائي كأس العالم 2006 حيث خسرت فرنسا أمام إيطاليا بركلات الترجيح.
وفي عام 2014 تم ضم ريبيري إلى تشكيلة المنتخب الفرنسي المشاركة في كأس العالم 2014 في البرازيل، ولكن في 6 يونيو، قال المدرب ديدييه ديشان إنه سيغيب عن البطولة بسبب الإصابة. بعد ذلك بوقت قصير، في أغسطس 2014 أعلن ريبيري اعتزاله الدولي. وأشار إلى أسباب اعتزاله بأنها أسباب «شخصية بحتة».

## الإحصائيات

### النادي
آخر تحديث 7 أبريل 2018.
| النادي      | الموسم                         | الدوري                        | الدوري | الدوري  | الكأس  | الكأس   | كأس السوبر | كأس السوبر | أخرى1  | أخرى1   | المجموع | المجموع | م.            |
| النادي      | الموسم                         | الدرجة                        | الظهور | الأهداف | الظهور | الأهداف | الظهور     | الأهداف    | الظهور | الأهداف | الظهور  | الأهداف | م.            |
| ----------- | ------------------------------ | ----------------------------- | ------ | ------- | ------ | ------- | ---------- | ---------- | ------ | ------- | ------- | ------- | ------------- |
| بولون       | 2000–01                        | الدوري الفرنسي الدرجة الثالثة | 4      | 1       | 0      | 0       | —          | —          | —      | —       | 4       | 1       |               |
| بولون       | 2001–02                        | الدوري الفرنسي الدرجة الثالثة | 24     | 5       | 1      | 0       | —          | —          | —      | —       | 25      | 5       |               |
| بولون       | المجموع                        | المجموع                       | 28     | 6       | 1      | 0       | —          | —          | —      | —       | 29      | 6       | —             |
| أليس        | 2002–03                        | الدوري الفرنسي الدرجة الثالثة | 19     | 1       | 0      | 0       | —          | —          | —      | —       | 19      | 1       | [ 4 ]         |
| بريست       | 2003–04                        | الدوري الفرنسي الدرجة الثالثة | 35     | 3       | 2      | 1       | —          | —          | —      | —       | 37      | 4       |               |
| ميتز        | 2004–05                        | الدوري الفرنسي                | 20     | 2       | 2      | 0       | —          | —          | —      | —       | 22      | 2       | [ 34 ]        |
| غلطة سراي   | 2004–05                        | الدوري التركي                 | 14     | 0       | 3      | 1       | —          | —          | —      | —       | 17      | 1       | [ 34 ]        |
| مارسيليا    | موسم أولمبيك مارسيليا 2005–06 ‏ | الدوري الفرنسي                | 35     | 6       | 1      | 0       | 12         | 3          | 5      | 3       | 53      | 12      | [ 34 ]        |
| مارسيليا    | موسم أولمبيك مارسيليا 2006–07 ‏ | الدوري الفرنسي                | 25     | 5       | 1      | 0       | 4          | 0          | 7      | 1       | 37      | 6       | [ 34 ]        |
| مارسيليا    | المجموع                        | المجموع                       | 60     | 11      | 2      | 0       | 16         | 3          | 12     | 4       | 90      | 18      | —             |
| بايرن ميونخ | 2007–08                        | الدوري الألماني               | 28     | 11      | 5      | 2       | 11         | 3          | 2      | 3       | 46      | 19      | [ 34 ] [ 35 ] |
| بايرن ميونخ | 2008–09                        | الدوري الألماني               | 25     | 9       | 3      | 1       | 8          | 4          | —      | —       | 36      | 14      | [ 36 ]        |
| بايرن ميونخ | 2009–10                        | الدوري الألماني               | 19     | 4       | 4      | 2       | 7          | 1          | —      | —       | 30      | 7       | [ 37 ]        |
| بايرن ميونخ | 2010–11                        | الدوري الألماني               | 25     | 7       | 3      | 2       | 4          | 2          | 0      | 0       | 32      | 11      | [ 38 ]        |
| بايرن ميونخ | 2011–12                        | الدوري الألماني               | 32     | 12      | 4      | 2       | 14         | 3          | —      | —       | 50      | 17      | [ 39 ]        |
| بايرن ميونخ | 2012–13                        | الدوري الألماني               | 27     | 10      | 3      | 0       | 12         | 1          | 1      | 0       | 43      | 11      | [ 34 ] [ 40 ] |
| بايرن ميونخ | 2013–14                        | الدوري الألماني               | 22     | 10      | 4      | 1       | 10         | 3          | 3      | 2       | 39      | 16      | [ 34 ] [ 41 ] |
| بايرن ميونخ | 2014–15                        | الدوري الألماني               | 15     | 5       | 2      | 1       | 6          | 3          | 0      | 0       | 23      | 9       |               |
| بايرن ميونخ | 2015–16                        | الدوري الألماني               | 13     | 2       | 2      | 0       | 7          | 0          | 0      | 0       | 22      | 2       | [ 42 ]        |
| بايرن ميونخ | 2016–17                        | الدوري الألماني               | 22     | 5       | 3      | 0       | 6          | 0          | 1      | 0       | 32      | 5       | [ 43 ]        |
| بايرن ميونخ | 2017–18                        | الدوري الألماني               | 19     | 5       | 3      | 1       | 5          | 0          | 1      | 0       | 28      | 6       | [ 44 ] [ 45 ] |
| بايرن ميونخ | المجموع                        | المجموع                       | 247    | 80      | 36     | 12      | 90         | 20         | 8      | 5       | 381     | 117     | —             |
| الإجمالي    | الإجمالي                       | الإجمالي                      | 423    | 103     | 46     | 14      | 106        | 23         | 20     | 9       | 595     | 149     | —             |

- 1.^ تشمل كأس الرابطة الفرنسية، كأس الدوري الألماني، كأس السوبر الألماني، كأس السوبر الأوروبي، وكأس العالم للأندية.

### المنتخب
أعتبارًا من 15 أكتوبر 2013.
| المنتخب | الموسم  | الظهور | الأهداف | الصناعة |
| ------- | ------- | ------ | ------- | ------- |
| فرنسا   | 2005–06 | 10     | 1       | 4       |
| فرنسا   | 2006–07 | 8      | 1       | 3       |
| فرنسا   | 2007–08 | 12     | 2       | 2       |
| فرنسا   | 2008–09 | 8      | 3       | 1       |
| فرنسا   | 2009–10 | 10     | 0       | 1       |
| فرنسا   | 2010–11 | 4      | 0       | 0       |
| فرنسا   | 2011–12 | 12     | 3       | 2       |
| فرنسا   | 2012–13 | 9      | 2       | 2       |
| فرنسا   | 2013–14 | 8      | 5       | 5       |
| المجموع | المجموع | 80     | 16      | 20      |

### الأهداف الدولية
| #  | التاريخ        | المكان                                        | الخصم    | الهدف | النتيجة | المسابقة                     |
| -- | -------------- | --------------------------------------------- | -------- | ----- | ------- | ---------------------------- |
| 1  | 27 يونيو 2006  | إتش دي آي أرينا، هانوفر، ألمانيا              | إسبانيا  | 1 – 1 | 1 – 3   | كأس العالم 2006              |
| 2  | 2 يونيو 2007   | ملعب فرنسا، سان دوني، فرنسا                   | أوكرانيا | 1 – 0 | 2 – 0   | تصفيات بطولة أمم أوروبا 2008 |
| 3  | 26 مارس 2008   | ملعب فرنسا، سان دوني، فرنسا                   | إنجلترا  | 1 – 0 | 1 – 0   | مباراة ودية                  |
| 4  | 3 يونيو 2008   | ملعب فرنسا، سان دوني، فرنسا                   | كولومبيا | 1 – 0 | 1 – 0   | مباراة ودية                  |
| 5  | 11 أكتوبر 2008 | ملعب فارول، كونستانتسا، رومانيا               | رومانيا  | 2 – 1 | 2 – 2   | تصفيات كأس العالم 2010       |
| 6  | 28 مارس 2009   | ملعب س. داريوس و س. غيريناس، كاوناس، ليتوانيا | ليتوانيا | 0 – 1 | 0 – 1   | تصفيات كأس العالم 2010       |
| 7  | 1 أبريل 2009   | ملعب فرنسا، سان دوني، فرنسا                   | ليتوانيا | 1 – 0 | 1 – 0   | تصفيات كأس العالم 2010       |
| 8  | 27 مايو 2012   | ستاد دي هاينو، فالنسيان، فرنسا                | آيسلندا  | 2 – 2 | 3 – 2   | مباراة ودية                  |
| 9  | 31 مايو 2012   | ملعب اوغست ديلاون، رانس، فرنسا                | صربيا    | 1 – 0 | 2 – 0   | مباراة ودية                  |
| 10 | 5 يونيو 2012   | ام ام أرينا، لو مان، فرنسا                    | إستونيا  | 1 – 0 | 4 – 0   | مباراة ودية                  |
| 11 | 11 سبتمبر 2012 | ملعب فرنسا، سان دوني، فرنسا                   | بيلاروس  | 3 – 1 | 3 – 1   | تصفيات كأس العالم 2014       |
| 12 | 22 مارس 2013   | ملعب فرنسا، سان دوني، فرنسا                   | جورجيا   | 3 – 0 | 3 – 1   | تصفيات كأس العالم 2014       |
| 13 | 10 سبتمبر 2013 | الملعب المركزي، غوميل، روسيا البيضاء          | بيلاروس  | 1 – 1 | 2 – 4   | تصفيات كأس العالم 2014       |
| 14 | 10 سبتمبر 2013 | الملعب المركزي، غوميل، روسيا البيضاء          | بيلاروس  | 2 – 2 | 2 – 4   | تصفيات كأس العالم 2014       |
| 15 | 11 أكتوبر 2013 | بارك دي برينس، باريس، فرنسا                   | أستراليا | 1 – 0 | 6 – 0   | مباراة ودية                  |
| 16 | 15 أكتوبر 2013 | ملعب فرنسا، سان دوني، فرنسا                   | فنلندا   | 1 – 0 | 3 – 0   | تصفيات كأس العالم 2014       |

## الإنجازات

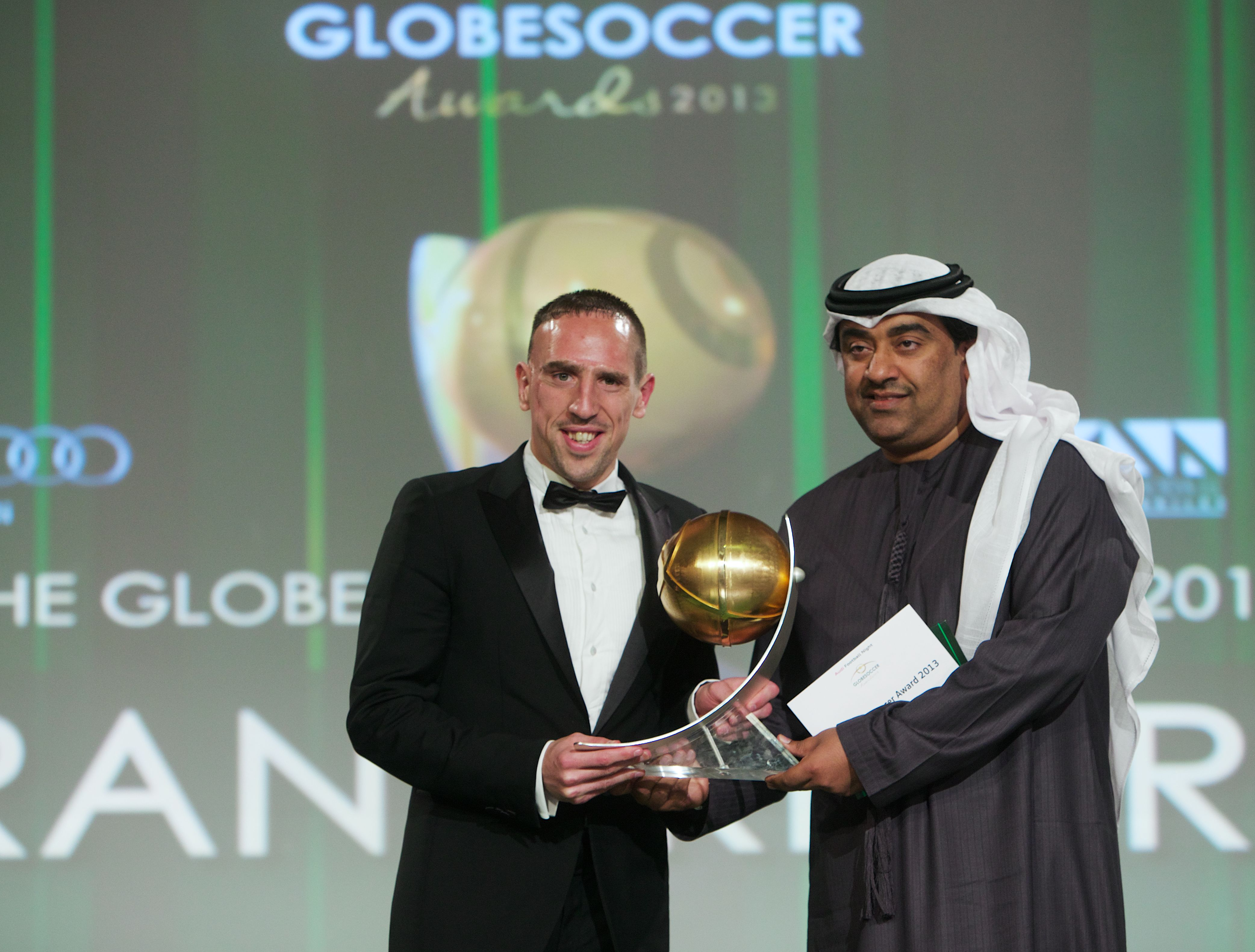
ريبيري يستلم جائزة غلوب سوكر لأفضل لاعب في العام (2013)

### النادي
غلطة سراي
- كأس تركيا (1): 2004–05

 مارسيليا
- كأس إنترتوتو (1): 2005

 بايرن ميونخ
- الدوري الألماني (9): 2007–08، 2009–10، 2012–13، 2013–14، 2014–15، 2015–16، 2016–17، 2017–18، 2018–19
- كأس ألمانيا (6): 2007–08، 2009–10، 2012–13، 2013–14، 2015–16، 2018–19
- كأس الدوري الألماني (1): 2007
- كأس السوبر الألماني (4): 2012، 2016، 2017، 2018
- دوري أبطال أوروبا (1): 2012–13
- كأس السوبر الأوروبي (1): 2013
- كأس العالم للأندية (1): 2013

### المنتخب
فرنسا
- كأس العالم الوصيف: 2006

### الفردية
- جائزة أفضل لاعب في أوروبا (1): 2012–13
- جائزة الكرة الذهبية: 2013 – المركز الثالث
- جائزة أونزي الذهبية (1): 2006، [48] 2008
- أفضل لاعب فرنسي في العام (3): 2007، 2008، 2013
- أفضل لاعب في الكرة الألمانية (1): 2008
- جائزة اليويفا لأفضل فريق (2): 2008، 2012
- كأس السوبر الأوروبي 2013 رجل المباراة (1): 2013
- كيكر الدوري الألماني تشكيلة الموسم (5): 2007–08، 2008–09، 2011–12، 2012–13، 2013–14
- كأس العالم للأندية الكرة الذهبية (1): 2013[49]
- فيفبرو (1): 2013
- فيفبرو الفريق الخامس (1):[50] 2014

## وصلات خارجية
- فرانك ريبيري على موقع IMDb (الإنجليزية)
- فرانك ريبيري على موقع ألو سيني (الفرنسية)
- فرانك ريبيري على موقع ميوزك برينز (الإنجليزية)
- فرانك ريبيري على موقع ديسكوغز (الإنجليزية)

- فرانك ريبيري على موقع الاتحاد الدولي (مؤرشف)  (الإنجليزية)
- فرانك ريبيري على موقع الاتحاد الأوربي (الإنجليزية)
- فرانك ريبيري على موقع اتحاد تركيا (لاعب) (الإنجليزية)
- فرانك ريبيري على موقع رابطة كرة القدم الفرنسية للمحترفين (الإنجليزية)
- فرانك ريبيري على موقع قاعدة بيانات كرة القدم.إي يو (الإنجليزية)
- فرانك ريبيري على موقع بيانات كرة القدم. دي إي (الألمانية)
- فرانك ريبيري على موقع ليكيب (الفرنسية)
- فرانك ريبيري على موقع ناشيونال فوتبول تيمز (الإنجليزية)
- فرانك ريبيري على موقع Soccerbase.com (لاعب) (الإنجليزية)
- فرانك ريبيري على موقع Soccerway.com (الإنجليزية)